# طاقة الهيدروجين في السعودية
طاقة الهيدروجين في السعودية تسعى المملكة العربية السعودية لكي تصبح أكبر مصدر للهيدروجين في العالم، ولديها خطط طموحة لتحقيق ذلك. ويأتي ذلك في إطار خطة المملكة التي تبحث عن طاقة نظيفة مع مواكبة التقنيات التي تخدم أجيال المستقبل، وتهدف إلى تحويل 50% من مصادر الطاقة إلى متجددة، والحد من الانبعاثات، والتي من شأنها جعل السعودية رائدًا عالميًا في مجال إنتاج الهيدروجين. ويدعم هذا التوجة عدة مقومات ومكونات متوفرة على أراضيها.

## خلفية
المملكة العربية السعودية ملتزمة بالانتقال إلى نظام طاقة أنظف وأكثر استدامة. إذ تُعد الطاقة مدخلًا أساسيًا في معظم عمليات الإنتاج في القطاع الصناعي، وعنصرًا لا غنى عنه في تنويع الصادرات وإستراتيجات استبدال الواردات. وقد قطعت المملكة العربية السعودية شوطًا كبيرًا في إطار رؤية 2030 من حيث تنويع مصادر الطاقة وزيادة المحتوى المحلي، وذلك من خلال تطوير قطاعات صناعية جديدة والاستفادة من سلاسل الإمداد الحالية. أما في الوقت الحاضر، فشهرة الهيدروجين الأخضر والأزرق تزايدت على مستوى دولي باعتبارهما صادرات قيمة ومصادر واعدة للطاقة النظيفة.
تمر المملكة حاليًا بنقلة نوعية من خلال اعتمادها الهيدروجين وتفعيل الاقتصاد الدائري للكربون، فقد أيدت المملكة العربية السعودية خلال رئاستها لمجموعة العشرين تحولات الطاقة النظيفة من خلال الاقتصاد الدائري للكربون الذي يشمل أربع إستراتيجات وهي: أولًا: تقليل الكربون الذي يدخل الغلاف الجوي من خلال كفاءة الطاقة واستخدام إمدادات طاقة منعدمة الكربون، ثانيًا: إعادة استخدام الكربون من خلال احتجازه وتحويله إلى مادة أولية مفيدة. ثالثًا: إعادة تدوير الكربون بتحويله إلى سماد أو إسمنت أو وقود اصطناعي، رابعًا: إزالة الكربون من النظام وتخزينه جيولوجيًا أو كيميائيًا.

## الهيدروجين الأخضر
الهيدروجين الأخضر هو وقود خالٍ من الكربون، يُنتج من الماء عبر فصل جزيئات الهيدروجين فيه عن جزئيات الأكسجين، من خلال استخدام كهرباء، تُوّلد من مصادر طاقة متجددة، مثل طاقة الرياح أو الطاقة الشمسية ن وبذلك تكون النتيجة هيدروجين خالي من الكربون تمامًا. يلتزم الهيدروجين الأخضر بأهداف حماية البيئة ومكافحة الاحتباس الحراري، لكونه يعتمد إزالة الكربون وتقليص نسبته في الهواء.
الهيدروجين الأخضر هو أنظف أنواع هذه العائلة (هناك أيضًا الأصفر والوردي- كلاهما قريب للأخضر)، لكن بتكلفة نحو 6 دولارات للكيلوغرام، يعتبر الأخضر هو أغلى شكل من أشكال الهيدروجين في الإنتاج. الهيدروجين الأخضر أغلى مرتين إلى ثلاث مرات من الهيدروجين الأزرق، وفقًا لتقرير ديسمبر 2020 الصادر عن الوكالة الدولية للطاقة المتجددة، لكن من المتوقع أن تنخفض تكلفتة في السنوات العديدة المقبلة، مع تحسين تكنولوجيا التحليل الكهربائي وتوسيع نطاق هذه التكنولوجيا إلى مستويات الإنتاج الصناعية.
الهيدروجين «الأخضر» يختلف عن الهيدروجين «الرمادي»، والذي يشكل اليوم نحو 99% من الهيدروجين المنتج للاستخدام الصناعي. يُشتق الهيدروجين «الرمادي» بشكل أساسي من الغاز الطبيعي، وينتج عن ذلك كميات كبيرة من ثاني أكسيد الكربون (تسعة أجزاء من ثاني أكسيد الكربون لكل جزء من الهيدروجين).

## مميزات
الهيدروجين هو ناقل للطاقة النظيفة ويمكنه توفير وتخزين كميات هائلة من الطاقة، ومن ثم استخدامها في قطاعات الصناعة والنقل والكهرباء. إلا أن اعتماد الهيدروجين ظل مقيدًا بتكاليفه المرتفعة إلى وقت قريب، حتى سُلط عليه الضوء مؤخرًا بعد الانخفاض الأخير الملحوظ في تكاليف مصادر الطاقة المتجددة، مما يجعل إنتاج الهيدروجين الأخضر أكثر جدوى من ذي قبل، لا سيما مع تصاعد سياسات حماية البيئة العالمية وتدابير التخفيف من تغير المناخ التي تزيد من تكاليف مصادر الطاقة التقليدية، ما ينعكس إيجابًا ويحسن النظرة المستقبلية للهيدروجين.

## الإمكانيات
المملكة ستكون رائدة في مجال إنتاج الهيدروجين، وتتوفر لديها جميع الإمكانيات، وتمتلك مصادر لطاقة الهيدروجين وكل الفرص المتاحة".
تتطلب عملية إنتاج الهيدروجين الأخضر عددًا من العوامل التي نجدها متكاملة في المملكة العربية السعودية، ما يجعلها مثالية وجاهزة لاعتماده، ومنها مساحة أراضيها الشاسعة، وموقعها الأمثل ذو المعامل عالية السعة لمصادر الطاقة المتجددة (الطاقة الشمسية وطاقة الرياح)، والتي ستقوم بتغذية عمليات التحليل الكهربائي للماء وتفككه إلى جزيئات الهيدروجين والأكسجين.
في الشرق الأوسط، حيث تتوافر أرخص طاقة رياح وشمس في العالم، يُعتقد أن المنطقة ستكون لاعبًا رئيسيًا في سوق الهيدروجين الأخضر، ويقول رئيس برنامج الاختراق التكنولوجي بمعهد «روكي ماونتن» الأمريكي: «السعودية تمتلك طاقة متجددة منخفضة التكلفة بشكل لا يصدق، حيث الشمس مشرقة طوال الوقت والرياح تهب بشكل موثوق كل ليلة، لذا من الصعب هزيمتها».
كما يبدي القطاع الصناعي السعودي إقبالًا كبيرًا على تطوير إمكانات وتقنيات الهيدروجين الأزرق، الذي ينتج باستخدام الغاز الطبيعي عبر إصلاح بخار الميثان والتقاط النواتج الكربونية بالتزامن مع إعادة استخدامها أو تخزينها للاستخدام في وقت لاحق. ويمكن فيما بعد توظيف الهيدروجين الأخضر والأزرق للاستخدام المحلي للطاقة أو اعتبارهما مصدر دخل عبر تصديرهما في شكل أمونيا للمشترين العالميين.

## المشاريع

### محطة الهيدروجين الأخضر - نيوم
أعلنت نيوم في شهر أغسطس من عام 2020 عن إنشاء مصنع سعودي للهيدروجين الأخضر بقيمة خمسة مليارات دولار أمريكي يعمل بسعة أربعة غيغاواط من الطاقة المتجددة. المشروع سيصبح جاهزا بحلول 2025 ويهدف إلى إنتاج 650 طنًا من الهيدروجين الأخضر يوميا، و1.2 مليون طن من الأمونيا الخضراء سنويا، وتصديره للأسواق العالمية، ليكون أكبر مشروع هيدروجين في العالم. ليساهم بذلك في الحد من انبعاثات غاز ثاني أوكسيد الكربون بما يعادل 3 ملايين طن سنويا. المصنع مدعوم بالكامل من طاقتي الشمس والرياح، وسيجعل السعودية من بين أكبر صانعي الهيدروجين الأخضر في العالم عندما يتم افتتاحه في عام 2025.

## أرامكو السعودية
أعلنت أرامكو السعودية في سبتمبر من عام 2020 عن تصديرها لليابان أربعين طنًا من الأمونيا الزرقاء عالية الجودة والمخصصة لاستخدامها في توليد الطاقة منعدمة الانبعاثات الكربونية، وهي الشحنة الأولى من نوعها في جميع أنحاء العالم.

## تعاون دولي
وقعت المملكة وألمانيا مذكرة تفاهم للتعاون في مجال إنتاج الهيدروجين وتصديره خلال السنوات القادمة. وقع المذكرة وزير الطاقة الأمير عبد العزيز بن سلمان، والوزير الاتحادي للشؤون الاقتصادية والطاقة في ألمانيا بيتر ألتماير.

## الاستخدامات
الصناعات المرشحة للاستفادة من هذا الوقود، تشمل الطائرات، والسفن، والشاحنات، التي تقطع مسافات طويلة، والصناعات الثقيلة. وتشهد العديد من الدول تنفيذ مشاريع توليد الهيدروجين الأخضر ومنها المملكة، إذ تعكف إحدى الشركات الأمريكية على إنشاء وحدة صناعية في مشروع نيوم.
يمكن استخدام الهيدروجين بطريقتين على نطاق واسع، حيث يمكن حرقه لتوليد الحرارة أو تغذيته في خلية وقود لتوليد الكهرباء، ولذلك تطبيقات عديدة يمكن أن يدعمها الهيدروجين الأخضر.
تطبيقات الهيدروجين
من بين التطبيقات التي يمكن أن يدعمها هذا الوقود؛ السيارات والشاحنات الكهربائية التي تعمل بخلايا الوقود الهيدروجينية، وسفن الحاويات التي تعمل بالأمونيا السائلة المصنوعة من الهيدروجين، وهو أيضًا بديل موثوق للغاز الطبيعي للطبخ والتدفئة في المنازل. يمكن الاستفادة منه في تشغيل مصافي «الصلب الأخضر» التي تحرق الهيدروجين كمصدر للحرارة بدلاً من الفحم، وأيضًا يمكن للتوربينات الكهربائية التي تعمل بالهيدروجين، توليد الكهرباء في أوقات ذروة الطلب للمساعدة في تثبيت شبكة الطاقة.

## وصلات خارجية
- أطلس مصادر الطاقة المتجددة في السعودية